# Fanlo del valle de Vio
Fanlo del valle de Vio est une station de ski de fond des Pyrénées espagnoles, située à proximité du Mont Perdu dans la province de Huesca en Aragon.